# Agis II
Pour les articles homonymes, voir Agis.
 (janvier 2019).
Si vous disposez d'ouvrages ou d'articles de référence ou si vous connaissez des sites web de qualité traitant du thème abordé ici, merci de compléter l'article en donnant les références utiles à sa vérifiabilité et en les liant à la section « Notes et références ».
Agis II, mort vers 398 av. J.-C., est le 17e roi eurypontide de Sparte.
Fils aîné d'Archidamos II, il monte sur le trône en 426 av. J.-C. Il règne conjointement avec le fils du général Pausanias, le roi Pleistoanax de 426 à 408 av. J.-C., puis avec le fils de celui-ci,  Pausanias Ier, de 408 à 398 av. J.-C. tous deux de la famille des Agiades.
En 425 av. J.-C., il échoue dans une tentative d'invasion de l'Attique, puis rencontre des difficultés en secourant Épidaure qui était sous la menace d'Argos. Une trêve est signée avec les Argiens, vite rompue par ces derniers sur les conseils d'Alcibiade. Agis II remporte alors sur Argos la bataille de Mantinée en août 418 av. J.-C. Cette victoire entraine une réaction aristocratique à Argos, qui devient alliée de Sparte.
Alcibiade, réfugié à Sparte vers 415 ou 414 av. J.-C., aurait séduit sa femme. Véridique ou non, l'histoire sert de prétexte à Agésilas II pour écarter du trône son fils Léotychidès sous le soupçon de bâtardise. En 413 av. J.-C., Agis II occupe le dème de Décélie. En 405 av. J.-C., il vient mettre le siège devant Athènes.
Il meurt vers 398 av. J.-C. et son frère cadet, Agésilas II, lui succède.